# イサイ・ドブローウェン
イサイ・ドブローウェン（Issay Dobrowen, 1891年2月27日 - 1953年12月9日）は、ロシア出身の指揮者・作曲家。ロシア語名は、イサイ・アレクサンドロヴィチ・ドブロヴェイン（ロシア語: Исай Александрович Добровейн）。ノルウェーを活動の拠点とし、1929年に市民権を得てノルウェーに帰化した。

## 略歴
ニジニ・ノヴゴロドに生まれる。本名はイツハク・ゾラホヴィチ・バラベイチク（Itschok Zorachovitch Barabeitchik）といった。生地の音楽院に学んだ後、モスクワ音楽院でセルゲイ・タネーエフに作曲を師事。ウィーンに留学してレオポルド・ゴドフスキーにピアノを学ぶ。1919年からボリショイ劇場の指揮者を務めた。
1922年にソ連を去り、ドレスデンのゼンパー・オーパーで《ボリス・ゴドゥノフ》のドイツ初演を指揮して脚光を浴びた。1927年にオスロ・フィルハーモニー管弦楽団の首席指揮者に就任し、1930年からは1934年までベイジル・キャメロンと共にサンフランシスコ交響楽団の首席指揮者を務めている。1941年から亡くなるまで、エーテボリ交響楽団の首席指揮者を務める一方、ミラノ・スカラ座にも定期的に客演し、ロシア・オペラを積極的に紹介した。
1952年12月にオスロ・フィルハーモニー管弦楽団を指揮したのが、北欧における最後の公演となった。生涯最後の公演は、1953年1月19日にシュトゥットガルト管弦楽団を指揮した時であった。同年12月にオスロで亡くなった。

## 作品
セルゲイ・ラフマニノフを彷彿とさせる非常に美しいピアノ曲を創った。小品だけでなく、ピアノ・ソナタやヴァイオリン・ソナタも再評価を受けるようになるであろう。《ピアノ協奏曲 嬰ハ短調》作品20は、魅力的なメランコリーの表現においてラフマニノフやメトネルの作風との共通点が見られるだけでなく、色彩的な管弦楽法においてスクリャービンとの類似も感じさせる。

## エピソード
ドブローウェンは、ニコライ・メトネルやアルトゥール・シュナーベルと共演しており、ロシアの作家マクシム・ゴーリキーやノルウェーの探検家で政治家のフリチョフ・ナンセンとも親しかった。また、レーニンがベートーヴェンの《熱情ソナタ》をお気に入りであるというので、この曲をレーニン本人の御前で演奏したことがある。